# Steve Jones (apresentador)

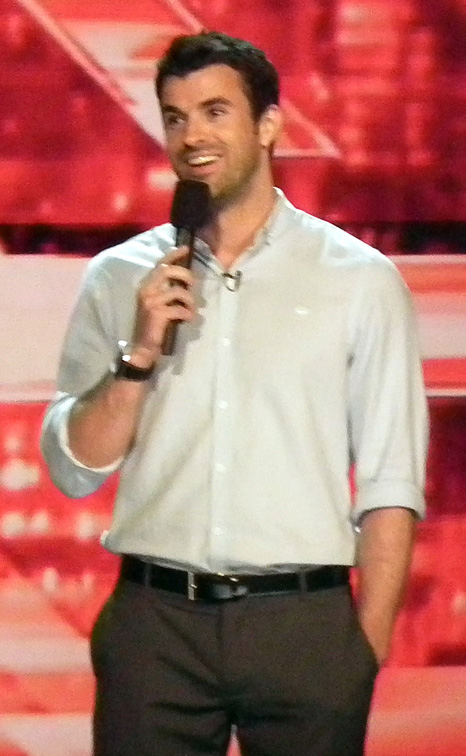

Stephen Ashton "Steve" Jones (Rhondda, 16 de março de 1977) é um apresentador de televisão galês. Jones é conhecido no Reino Unido como apresentador do T4. Internacionalmente, ele é conhecido como apresentador do The X Factor EUA.

## Programas
- The Pop Factory Awards'
- 99 Things To Do Before You Die
- T4
- Transmission
- Let's Dance for Comic Relief
- When Women Rule the World
- Guinness World Records Smashed
- As Seen On TV
- 101 Ways to Leave a Gameshow
- Plus One
- The X Factor
- A Night with Beyoncé